# 克努森氣體
克努森氣體（Knudsen gas）是指氣體的密度很低，其分子碰撞之前所行進的平均距離（平均自由程）大於包含分子容器的直徑。由於平均自由程遠大於容器直徑，克努森氣體的動力特性是由氣體分子和容器的碰撞來決定，而不是由氣體分子之間的碰撞決定。此氣體得名自马丁·克努森。

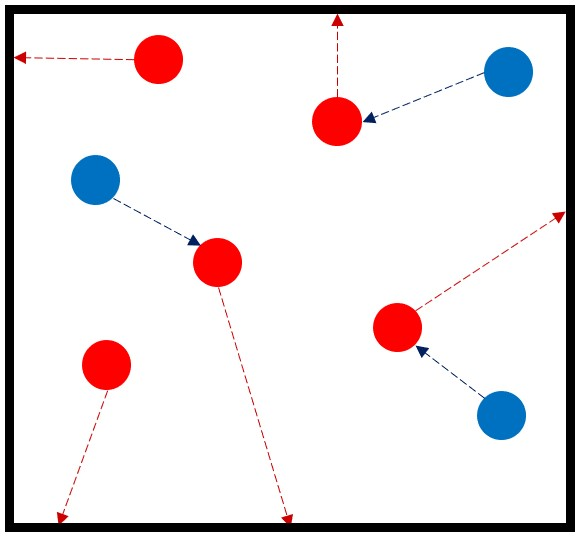
克努森氣體的例子。其中和容器碰撞的分子（以紅色表示）遠多於和其他分子碰撞的分子（以藍色表示）

## 克努森數
針對克努森氣體，克努森數必大於1。克努森數定義如下：
{\displaystyle {\rm {{Kn}={\frac {\lambda }{L}}}}}
其中
{\displaystyle \lambda }是平均自由程（單位：m）
{\displaystyle L}是容器的直徑（單位：m）
若{\displaystyle 10^{-1}<{\rm {{Kn}<10}}}，氣體流為过渡流。此情形下分子之間的碰撞還無法忽略。不過在 {\displaystyle {\rm {{Kn}>10}}}時，氣體流為自由分子流, 分子之間的碰撞相較於分子和容器的碰撞，已可以忽略。

## 例子
舉例，考慮一個室溫、一般壓力下的容器，其中氣體的平均自由程為68nm，若容器的直徑小於68nm，克努森數大於1，可以將此氣體視為是克努森氣體。